# Cânion Titanic
O Cânion Titanic é um cânion submarino localizado ao Sul dos Grandes Bancos de Terra Nova, Canadá. Seu nome foi proposto em 1991 pelo geólogo marinho Alan Ruffman em homenagem ao transatlântico britânico RMS Titanic, do qual os  destroços estão depositados por volta de 34 quilômetros ao sul da cabeça do Cânion Titanic em sua encosta leste.